# Popoare migratoare
Comunitățile de nomazi, ajungând până la popoare migratoare, se află în mişcare periodică sau continuă, nu viețuiesc în mod stabil într-un singur loc. Multe culturi au fost în mod tradițional nomadice, dar modul de viață nomad este din ce în ce mai rar întâlnit în țările industrializate. 
Sunt două tipuri de nomazi, cei pastorali, care cresc turme și se mută pentru a nu suprapășuna într-un loc, și cei călători, care se deplasează din loc în loc pentru a-și oferi serviciile.

## În țările industrializate
- romii (astăzi doar unii au mai rămas migratori)
- ienișii (majoritatea nu mai practică nomadismul)
- "travellers" din Republica Irlanda și Regatul Unit

## Indigeni
- Bahtiari, în Iran
- Beduini
- Inuiți
- Tuaregi

## Triburi migratoare în istorie
Câteva din popoarele migratoare din secolele III-V au fost: goții, hunii, gepizii, vandalii, francii, anglo-saxonii, iar în secolele VI-IX: avarii, slavii (apuseni, sudici, răsăriteni), bulgarii, normanzii, ungurii (maghiarii).

Popoare migratoare care au poposit și pe teritoriul României

### Pe teritoriul României şi Rep. Moldova
Popoare migratoare care au poposit sau s-au stabilit și pe teritoriul României şi Rep. Moldova:
- goții (sec. II între Prut şi Nipru, sec. III-IV în Dacia)[1]
- hunii (sec. IV)
- gepizii (sec. V)
- avarii (sec. VI)
- slavii (sec. VII)
- vechii bulgari sau protobulgari (gr. bulgaroi; sec. VII)
- ungurii (sec. IX)
- pecenegii, cumanii, uzii şi alanii (sec. X-XII)
- mongolii şi/sau tătarii (sec. XIII).